# Sceaux (Yonne)
Sceaux è un comune francese di 141 abitanti situato nel dipartimento della Yonne nella regione della Borgogna-Franca Contea.

## Società

### Evoluzione demografica
Abitanti censiti